# Palmiro Masciarelli
}}
Palmiro Masciarelli (* Pescara, 7 de enero de 1953) fue un ciclista  italiano, profesional entre 1976 y 1988, cuyos mayores éxitos deportivos los logró en la Vuelta a España  al conseguir 1 victorias de etapa, y en el Giro de Italia donde  obtendría 2 victorias de etapa en sus distintas participaciones.
Tras su retirada como profesional siguió ligado al ciclismo como director deportivo de varios equipos ciclistas. Actualmente milita como director en el equipo italiano Acqua & Sapone-Caffè Mokambo. Sus hijos Simone, Andrea y Francesco también han sido ciclistas profesionales.

## Palmarés
| 1975 - Gran Premio della Liberazione 1978 - 1 etapa de la Tirreno-Adriático 1980 - 1 etapa del Giro del Trentino 1981 - 1 etapa del Giro de Italia - 1 etapa del Tour de l'Aude | 1982 - GP Montelupo 1983 - 1 etapa del Giro de Italia - Coppa Bernocchi 1984 - 1 etapa de la Vuelta a España |